# Ballyporeen
Ballyporeen (iriska: Béal Átha Póirin) är en ort i republiken Irland.   Den ligger i grevskapet South Tipperary och provinsen Munster, i den centrala delen av landet, 170 km sydväst om huvudstaden Dublin. Ballyporeen ligger 82 meter över havet och antalet invånare är 313.
Terrängen runt Ballyporeen är kuperad söderut, men norrut är den platt. Runt Ballyporeen är det glesbefolkat, med 16 invånare per kvadratkilometer. Närmaste större samhälle är Mitchelstown, 11,4 km väster om Ballyporeen. Trakten runt Ballyporeen består i huvudsak av gräsmarker.